# Municipio de Perry (condado de Tippecanoe)
El municipio de Perry (en inglés: Perry Township) es un municipio ubicado en el condado de Tippecanoe en el estado estadounidense de Indiana. En el año 2010 tenía una población de 7161 habitantes y una densidad poblacional de 76,3 personas por km².

## Geografía
El municipio de Perry se encuentra ubicado en las coordenadas 40°25′51″N 86°45′10″O / 40.43083, -86.75278. Según la Oficina del Censo de los Estados Unidos, el municipio tiene una superficie total de 93.85 km², de la cual 93,45 km² corresponden a tierra firme y (0,42 %) 0,4 km² es agua.

## Demografía
Según el censo de 2010, había 7161 personas residiendo en el municipio de Perry. La densidad de población era de 76,3 hab./km². De los 7161 habitantes, el municipio de Perry estaba compuesto por el 91,96 % blancos, el 1,21 % eran afroamericanos, el 0,28 % eran amerindios, el 2,16 % eran asiáticos, el 2,49 % eran de otras razas y el 1,9 % eran de una mezcla de razas. Del total de la población el 5,33 % eran hispanos o latinos de cualquier raza.